# Aquädukt des Padre Tembleque

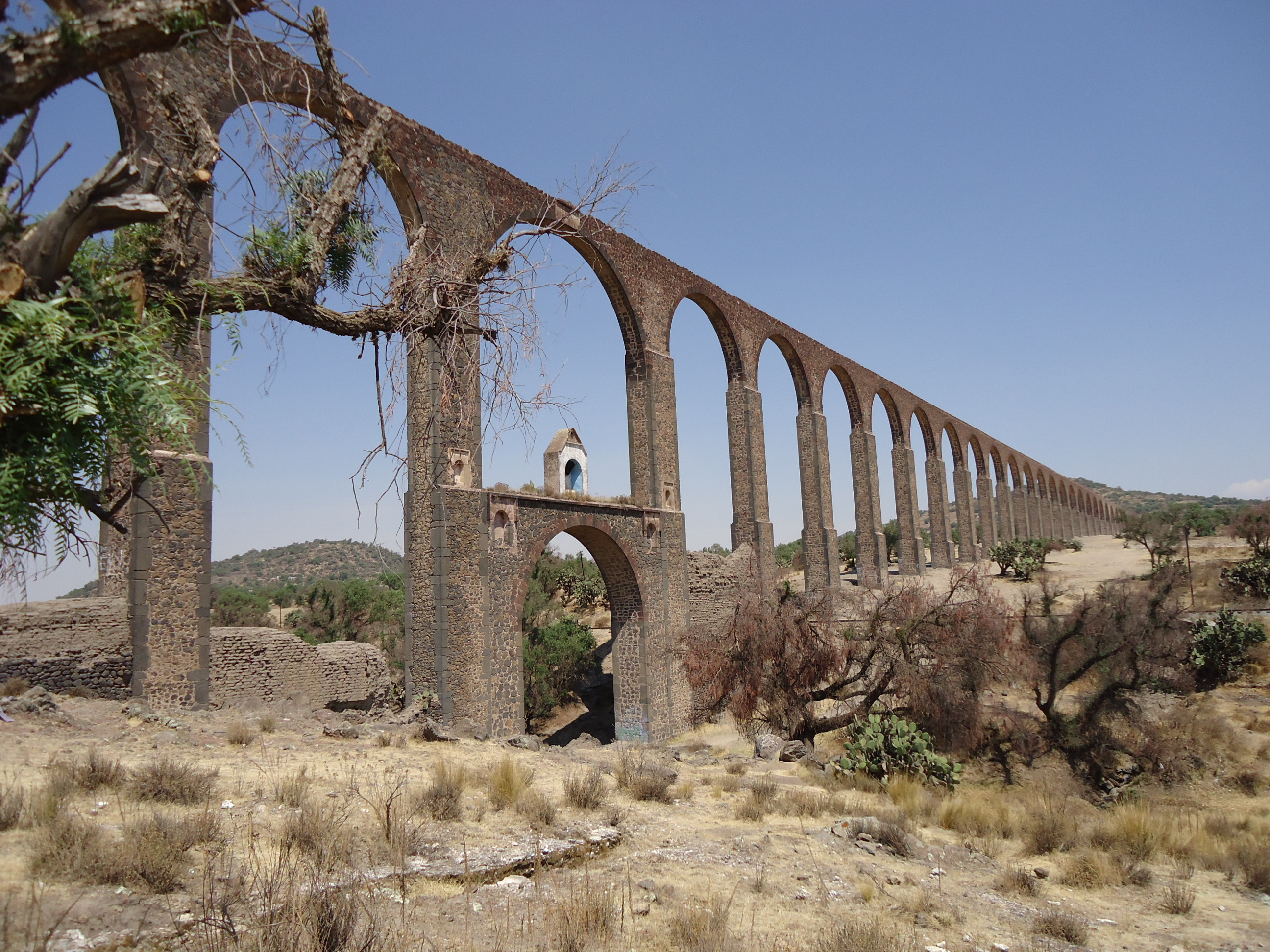
Andere Seite der Aquäduktbrücke

Der Aquädukt des Padre Tembleque (spanisch Acueducto del Padre Tembleque) in Mexiko gilt als das bedeutendste Wasserleitungs- und -verteilungssystem, das im 16. Jahrhundert im Vizekönigreich Neuspanien gebaut wurde. Das größtenteils ebenerdige, in Teilen aber auch durch Tunnel oder über Brücken geführte Bauwerk wurde im Jahr 2015 in die UNESCO-Liste des Welterbes aufgenommen.

## Funktion
Das insgesamt 45 km lange System diente dazu, Wasser von den Hängen des bereits vor langer Zeit erloschenen und sich nur etwa 300 m über das Geländeniveau erhebenden Vulkans Tecajete () zu sammeln und in einem Kanal zu der 6 km weiter westlich gelegenen Congregación de Todos los Santos, dem heutigen Zempoala im Bundesstaat Hidalgo zu bringen. Mit einem anderen Kanal wurde das Wasser zu dem 30 km Luftlinie weiter südlich gelegenen Otompan, dem heutigen Otumba de Gómez Farías im Bundesstaat México geleitet. Kleinere Abzweiger versorgten die an der Strecke liegenden Dörfer.

## Geschichte
Das System wurde von Pater Francisco de Tembleque (1510–1590) geplant, einem Franziskaner aus dem spanischen Ort Tembleque, der als Missionar in das wasserarme Otumba gekommen war. Um die Lage der armen Bevölkerung zu verbessern, versprach er der Congregación de Todos los Santos eine Wasserleitung, wenn sie ihm dafür erlaubten, Wasser vom Tecajete nach Otumba zu leiten. Die Wasserleitungen wurden in den Jahren 1553 bis 1570 unter seiner Planung mit Hilfe der Bewohner der an der Strecke liegenden Dörfer gebaut.

## Aquäduktbrücken
Erhalten sind heute neben verschiedenen Verteilerbecken und Gräben insbesondere die Aquäduktbrücken. Das größte ist das Tepeyahualco-Aquädukt, das bei dem gleichnamigen Ort einen kleinen Fluss, eine längst stillgelegte Eisenbahnstrecke und die Grenze zwischen den Bundesstaaten Hidalgo und México überquert (). Es ist ca. 904 m lang und besteht aus 67 Bögen mit Spannweiten von je 17 m. Mit einer Höhe von 38,75 m über dem Flussbett ist es eines der höchsten Aquädukte der Welt ohne stabilisierende Zwischenbögen. In Otumba selbst stehen ebenfalls noch zwei Bögen.
Die Aquäduktbrücke bei der Hacienda de Tecajete () ist über 300 m lang und besteht aus 46 Steinbögen. Weiter südlich bei der ehemaligen Hacienda de Nuestra Señora de Guadalupe Arcos San Gabriel Azteka überquert ein etwa 120 m langes Bauwerk mit 13 Bögen ein kleines Staubecken. () Der kurze Arco de Acelotla () steht versteckt in einem Bachbett.